# Раскамбони (движение)
Движение Раскамбони (также Фронт Раскамбони, сомал. Xarakada Raaskambooni) — военизированная группировка, действующая в Джубаленде. Её лидером является шейх Ахмед Мохамед Ислам Мадобе, который 15 мая 2013 года был избран президентом Джубаленда. Раскамбони противостоит радикальной исламистской группировке Харакат аш-Шабаб.

## История
Движение Раскамбони возникло из Бригад Раскамбони, основанных командиром Союза исламских судов Хассаном Абдуллой Херси аль-Турки. Бригады Раскамбони вместе с тремя другими исламскими организациями в 2009 - 2010 вошли в исламистскую организацию Хизбул-Ислам, первоначально противостоящей Харакат аш-Шабаб и находящейся в сложных отношениях с  Переходным федеральным правительством Сомали, но в дальнейшем не принявшей союз с Переходным правительством по причине их недостаточно исламистской позиции. Хизбул Ислам контролировала часть Джубаленда. В марте-мае 2009 года организация Муаскар Аноле, входившая в Хизбул Ислам, вступила в вооружённый конфликт с Бригадами Раскамбони. В конфликт вмешался Харакат аш-Шабаб. К декабрю 2010 года Хизбул Ислам был полностью разгромлен Харакат аш-Шабабом, и основные его силы влились в Харакат аш-Шабаб. Шейх Ахмед Мадобе, по причине разногласий с Харакат аш-Шабабом и Хассаном Абдуллой Херси, выделил Раскамбони в отдельную организацию, которая вскоре заключила союз с переходным правительством против Харакат аш-Шабаба, создав собственное движение Движение Раскамбони.
Движение Раскамбони было вовлечено во множество военных столкновений с боевиками Харакат аш-Шабаба.
3 апреля 2011 года (в день провозглашения виртуального государства Азания) движение Раскамбони, совместно с силами Переходного федерального правительства Сомали и ВВС Кении, отбило у Харакат аш-Шабаба приграничный город Доблей. Однако Раскамбони отказалось поддержать проект Азания 
В июле 2012 года движение проводило спасательную операцию по освобождению четырёх похищенных сотрудников Norwegian Refugee Council.
В сентябре 2012 года воссозданные Вооружённые силы Сомали, с помощью бойцов АМИСОМ и Раскамбони, в ходе Битвы за Кисмайо отбили у повстанцев Харакат аш-Шабаба столицу Джубаленда Кисмайо.
В феврале 2014 года боевики Харакат аш-Шабаба совершили в Кисмайо серию нападений на членов Раскамбони, включая запуск самодельного взрывного устройства, пролетевшего сквозь транспорт, везший членов Раскамбони и убившего несколько мирных жителей. 19 февраля боевики Раскамбони начали интенсивные поиски в городе после того, как Иссе Камбони, глава отдела безопасности группы, был застрелен одним из своих телохранителей, бывшим боевиком Харакат аш-Шабаба. По словам свидетелей, Раскамбони провели ряд расстрелов подозреваемых в сотрудничестве с Харакат аш-Шабабом. Многие боевики Раскамбони патрулировали улицы, и более 150 гражданских лиц удерживались в местных полицейских участках, а семеро были убиты в связи с убийством Иссе.